# Liste der Fußballspiele zwischen dem VfL Bochum und der SG Wattenscheid 09
Bei der Liste der Fußballspiele zwischen dem VfL Bochum und der SG Wattenscheid 09 handelt es sich um eine Auflistung aller Pflichtspiele zwischen den ersten Mannschaften der beiden Fußballvereinen aus dem Ruhrgebiet, dem VfL Bochum und der SG Wattenscheid 09.

## Beschreibung
Wattenscheid ist ein Stadtbezirk der Stadt Bochum im Ruhrgebiet, der vor 1974 eine eigenständige Stadt war und dann nach Bochum eingemeindet wurde. Die Stadien der beiden Vereine – die SG Wattenscheid 09 trägt ihre Heimspiele im Lohrheidestadion aus, der VfL Bochum spielt im Ruhrstadion – trennen rund 14 Kilometer. Dabei trug die SG Wattenscheid 09 nicht jede bisherige Partie gegen den VfL Bochum im eigenen Stadion aus.

## Hintergrund
Die Rivalität zwischen den beiden Vereinen beruht auf die Eingliederung der ehemals eigenständigen Stadt Wattenscheid in Bochum. Im Jahr 2016 wurde ein Testspiel zwischen der Wattenscheider SG und dem Bochumer VfL aus Sicherheitsgründen abgesagt wurden und fand erst im Jahr 2017 statt. Das erste Pflichtspiel zwischen der SG Wattenscheid 09 und dem VfL Bochum war das Qualifikationsspiel für den Tschammerpokal im Jahr 1943, als die Wattenscheider einen 4:2-Auswärtssieg erringen konnten. In der Saison 1944/45 gab es ein Aufeinandertreffen zwischen der SG und den Bochumern in der Gauliga Westfalen, nach Kriegsende gab es diese Spiele nicht als Erstligapartien, denn sowohl der VfL Bochum als auch die SG Wattenscheid 09 spielten in gemeinsamen Saisons entweder in der Landesliga Westfalen, in der 2. Oberliga oder in der Regionalliga West. 
Im Jahr 1971 stiegen die Bochumer in die 1963 gegründete Bundesliga auf und etablierten sich dort. Im Jahr 1990 stiegen auch die Wattenscheider in die Beletage des deutschen Fußballs auf, womit es dieses Derby nun auch in der seit 1963 höchsten deutschen Spielklasse gab. Im Hinspiel am 8. Dezember 1990 endete mit einem 4:0-Erfolg des VfL, im Rückspiel am 8. Juni 1990 gab es ein torloses Unentschieden. Beide Spiele fanden hierbei im Ruhrstadion statt. 1993 stieg der VfL Bochum in die 2. Bundesliga ab, während die SG Wattenscheid 09 in der Bundesliga verblieb, womit letztere somit eine Liga über dem großen Nachbarn spielten. Allerdings hatten die Wattenscheider dieses Vergnügen nur ein Jahr, denn sie stiegen 1994 ebenfalls in die Zweitklassigkeit ab und derweil stieg der VfL als Zweitligameister wieder in die Bundesliga auf. Diesem folgte der umgehende Wiederabstieg, so dass es in der Zweitligasaison 1995/96 zu Derbys kam. Im Hinspiel am 15. Oktober 1995 kam es zu einem 2:2, im Rückspiel, welches nun an der Lohrheide stattfand, am 6. Mai 1996 gewann der VfL mit einem 3:1-Auswärtssieg.

## Partien
| Saison  | Wettbewerb                                               | Heim               |   | Gast                   | Ergebnis  |
| ------- | -------------------------------------------------------- | ------------------ | - | ---------------------- | --------- |
| 1943    | Tschammerpokal-Qualifikationsspiele auf regionaler Ebene | VfL Bochum         | – | SG Wattenscheid 09     | 1:3       |
| 1944/45 | Gauliga Westfalen                                        | SG Wattenscheid 09 | – | KSG Preußen/VfL Bochum | 4:1       |
| 1945/46 | Landesliga Westfalen                                     | VfL Bochum         | – | SG Wattenscheid 09     | 10:1      |
| 1945/46 | Landesliga Westfalen                                     | SG Wattenscheid 09 | – | VfL Bochum             | 4:2       |
| 1948/49 | Landesliga Westfalen                                     | VfL Bochum         | – | SG Wattenscheid 09     | 2:0       |
| 1948/49 | Landesliga Westfalen                                     | SG Wattenscheid 09 | – | VfL Bochum             | 2:3       |
| 1950/51 | 2. Oberliga West                                         | SG Wattenscheid 09 | – | VfL Bochum             | 0:3       |
| 1950/51 | 2. Oberliga West                                         | VfL Bochum         | – | SG Wattenscheid 09     | 3:1       |
| 1951/52 | 2. Oberliga West                                         | SG Wattenscheid 09 | – | VfL Bochum             | 2:2       |
| 1951/52 | 2. Oberliga West                                         | VfL Bochum         | – | SG Wattenscheid 09     | 3:1       |
| 1952/53 | 2. Oberliga West                                         | VfL Bochum         | – | SG Wattenscheid 09     | 2:0       |
| 1952/53 | 2. Oberliga West                                         | SG Wattenscheid 09 | – | VfL Bochum             | 1:1       |
| 1963/64 | Verbandsliga Westfalen                                   | VfL Bochum         | – | SG Wattenscheid 09     | 6:0       |
| 1963/64 | Verbandsliga Westfalen                                   | SG Wattenscheid 09 | – | VfL Bochum             | 1:2       |
| 1964/65 | Verbandsliga Westfalen                                   | VfL Bochum         | – | SG Wattenscheid 09     | 8:0       |
| 1964/65 | Verbandsliga Westfalen                                   | SG Wattenscheid 09 | – | VfL Bochum             | 0:2       |
| 1965/66 | Westdeutscher Pokal                                      | SG Wattenscheid 09 | – | VfL Bochum             | 1:1 n. V. |
| 1965/66 | Westdeutscher Pokal                                      | VfL Bochum         | – | SG Wattenscheid 09     | 2:1       |
| 1967/68 | Westdeutscher Pokal                                      | SG Wattenscheid 09 | – | VfL Bochum             | 0:1       |
| 1969/70 | Regionalliga West                                        | SG Wattenscheid 09 | – | VfL Bochum             | 1:1       |
| 1969/70 | Regionalliga West                                        | VfL Bochum         | – | SG Wattenscheid 09     | 0:2       |
| 1970/71 | Regionalliga West                                        | VfL Bochum         | – | SG Wattenscheid 09     | 5:0       |
| 1970/71 | Regionalliga West                                        | SG Wattenscheid 09 | – | VfL Bochum             | 1:2       |
| 1990/91 | Bundesliga                                               | SG Wattenscheid 09 | – | VfL Bochum             | 0:4       |
| 1990/91 | Bundesliga                                               | VfL Bochum         | – | SG Wattenscheid 09     | 0:0       |
| 1991/92 | Bundesliga                                               | SG Wattenscheid 09 | – | VfL Bochum             | 1:2       |
| 1991/92 | Bundesliga                                               | VfL Bochum         | – | SG Wattenscheid 09     | 1:1       |
| 1992/93 | Bundesliga                                               | SG Wattenscheid 09 | – | VfL Bochum             | 2:0       |
| 1992/93 | Bundesliga                                               | VfL Bochum         | – | SG Wattenscheid 09     | 3:1       |
| 1995/96 | 2. Bundesliga                                            | VfL Bochum         | – | SG Wattenscheid 09     | 2:2       |
| 1995/96 | 2. Bundesliga                                            | SG Wattenscheid 09 | – | VfL Bochum             | 1:3       |

Von einunddreißig Partien konnte der VfL Bochum neunzehn gewinnen, während sieben Spiele mit einem Unentschieden endeten. Die SG Wattenscheid 09 gewann fünf Partien.